# Jerarquía de la Iglesia católica
La jerarquía de la Iglesia católica hace referencia a los distintos miembros de la Iglesia católica que desempeñan la función de gobernar en la fe y guiar en las cuestiones morales y de vida cristiana a los fieles católicos. La Iglesia católica tiene una estructura jerarquizada porque, según la doctrina católica, Cristo la instituyó para «alimentar al pueblo de Dios en su nombre, y para eso le dio autoridad». La Iglesia está formada por laicos y por el clero, que está constituido por «ministros sagrados que recibieron el sacramento del orden», logrando estos dos grupos tener como miembros personas consagradas.

## Clero
Existen ciertos ritos, como por ejemplo la celebración de la misa (especialmente la consagración de la hostia) y de los sacramentos (exceptuando el bautismo en casos de extrema necesidad), que son exclusivos de los miembros del clero (exceptuando los diáconos). Ellos se pueden distinguir entre aquellos clero regular y el clero secular.
El clero está organizado en una jerarquía ascendente, basada en los tres grados del sacramento del orden (el episcopado, el presbiterado y el diaconado), que va desde el diácono, pasando por el presbítero, obispo, arzobispo, primado, patriarca (en casos más especiales) y cardenal, hasta llegar al cargo supremo de papa. El clero regular tiene su propia jerarquía y títulos eclesiásticos, siendo el menos subordinado al papa.
Todos los ministros sagrados son varones, porque los doce apóstoles son todos varones y Jesús, en su naturaleza humana, también es varón. Exceptuando en casos referentes a los diáconos y a sacerdotes ordenados por las Iglesias orientales católicas y por los ordinariatos personales (estructuras que albergan exanglicanos que se convirtieron al catolicismo), todo el clero católico está obligado a observar y cumplir el celibato. En las Iglesias orientales, el celibato es solo obligatorio para los monjes y los obispos, estos últimos escogidos entre los sacerdotes célibes.
La actividad y disciplina del clero son reguladas y supervisadas por la Congregación para el Clero (en el caso de los padres —presbíteros— y de los diáconos) y por la Congregación para los Obispos (en el caso del episcopado). El clero de rito oriental es también supervisado por la Congregación para las Iglesias Orientales. La Iglesia defiende que todos sus obispos (que son asistidos por los presbíteros y diáconos), debido al sacramento del orden, son los sucesores de los apóstoles, siendo el Papa el sucesor directo del apóstol Pedro otorgándole autoridad y primacía al papa.

### Episcopado
El episcopado católico está formado por obispos, que son los ministros consagrados que recibieron la totalidad del sacramento del orden sacerdotal, siendo por eso considerados como los sucesores directos de los doce apóstoles. Exceptuando el papa, que posee jurisdicción universal y suprema sobre toda la Iglesia católica, los obispos pueden tener jurisdicción ordinaria sobre sus respectivas circunscripciones eclesiásticas, generalmente llamadas diócesis.

#### Papa
Para el catolicismo, el papa de la iglesia es el sumo pontífice y jefe de la Iglesia católica, vicario de Cristo en la Tierra, obispo de Roma y poseedor del Pastoreo de todos los cristianos, dado por Cristo a san Pedro y, consecuentemente, a todos los Papas con la sucesión apostólica, ejercida mediante la ordenación por la imposición de manos. Este sistema de orden que creó Jesús evita auto-nombrados o autoproclamados. Al Papa lo aconseja y elige el Colegio Cardenalicio, y lo asiste la curia romana en el gobierno de la Iglesia. Él tiene su sede (catedral de San Juan de Letrán) en Roma y es también periódicamente aconsejado por el sínodo de los obispos.

#### Cardenal

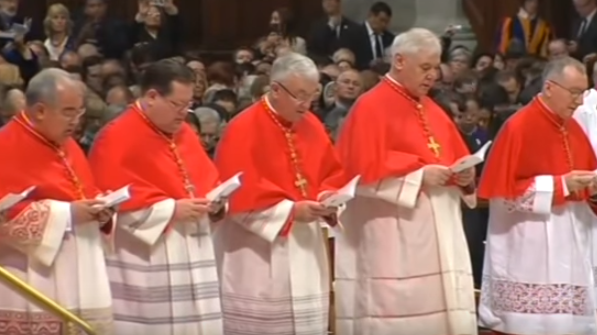
Cardenales con sus vestidos corales.

Los cardenales, reunidos en el Colegio Cardenalicio, son los consejeros y colaboradores más íntimos del papa, siendo en inmensa mayoría obispos. De hecho, lo elige de forma vitalicia el Colegio Cardenalicio (la renuncia al pontificado es atípica, aunque ocurrió por última vez el 28 de febrero de 2013). Sin embargo, el papa concedió lugares de miembro del Colegio a presbíteros destacados (por ejemplo, teólogos) tras superar la edad electoral, luego de que ellos se distingan «en fe, moral y piedad».
Muchos cardenales sirven en la curia romana, que asiste al Papa en administrar la Iglesia. Todo cardenal con menos de 80 años tiene derecho a votar y elegir nuevo papa tras la muerte de su antecesor. A cada cardenal es dada una iglesia o capilla en Roma para hacer de ésta miembro del clero de la ciudad, y de ahí nacieron la clasificaciones de:
- Cardenal obispo.
- Cardenal presbítero.
- Cardenal diácono.

#### Patriarca
Los patriarcas, líderes de las Iglesias católicas orientales sui juris, con sus sínodos, son la máxima autoridad en todos los asuntos de los patriarcados orientales, incluyendo el derecho a formar nuevas eparquías y nombrar obispos de su rito dentro de los límites del territorio patriarcal, salvo el derecho inalienable del Papa de intervenir en cada caso. Estos patriarcas son elegidos por sus respectivos sínodos y después reconocidos por el Papa. En total, existen en la Iglesia católica seis patriarcas orientales:
- El patriarca de Alejandría de los coptos católicos.
- Los tres patriarcas de Antioquía.
  - El patriarca de Antioquía de los maronitas.
  - El patriarca de Antioquía de los melquitas, que lleva también, siempre de la Iglesia melquita, los títulos de patriarca de Alejandría y patriarca de Jerusalén. Estos títulos, sin embargo, son meramente honoríficos.
  - El patriarca de Antioquía de los sirios.
- El patriarca de Bagdad de los caldeos.
- El patriarca de Cilicia de los armenios.

En la Iglesia latina, algunos grandes e importantes obispos también reciben el título de patriarca, a pesar de que el título es solamente honorífico y no les dan poderes adicionales. Por lo que no tienen el mismo poder que los patriarcas orientales. Entre los Patriarcas latinos se cuentan el patriarca latino de Jerusalén, el patriarca de Lisboa, el patriarca de Venecia, el patriarca de las Indias Orientales y el patriarca de las Indias Occidentales (vacante desde 1963).
Los patriarcas, ya sean del rito latino o del rito oriental gozan de precedencia, aunque solo sea como un título honorífico de todos los arzobispos (incluidos los primados).

#### Arzobispo

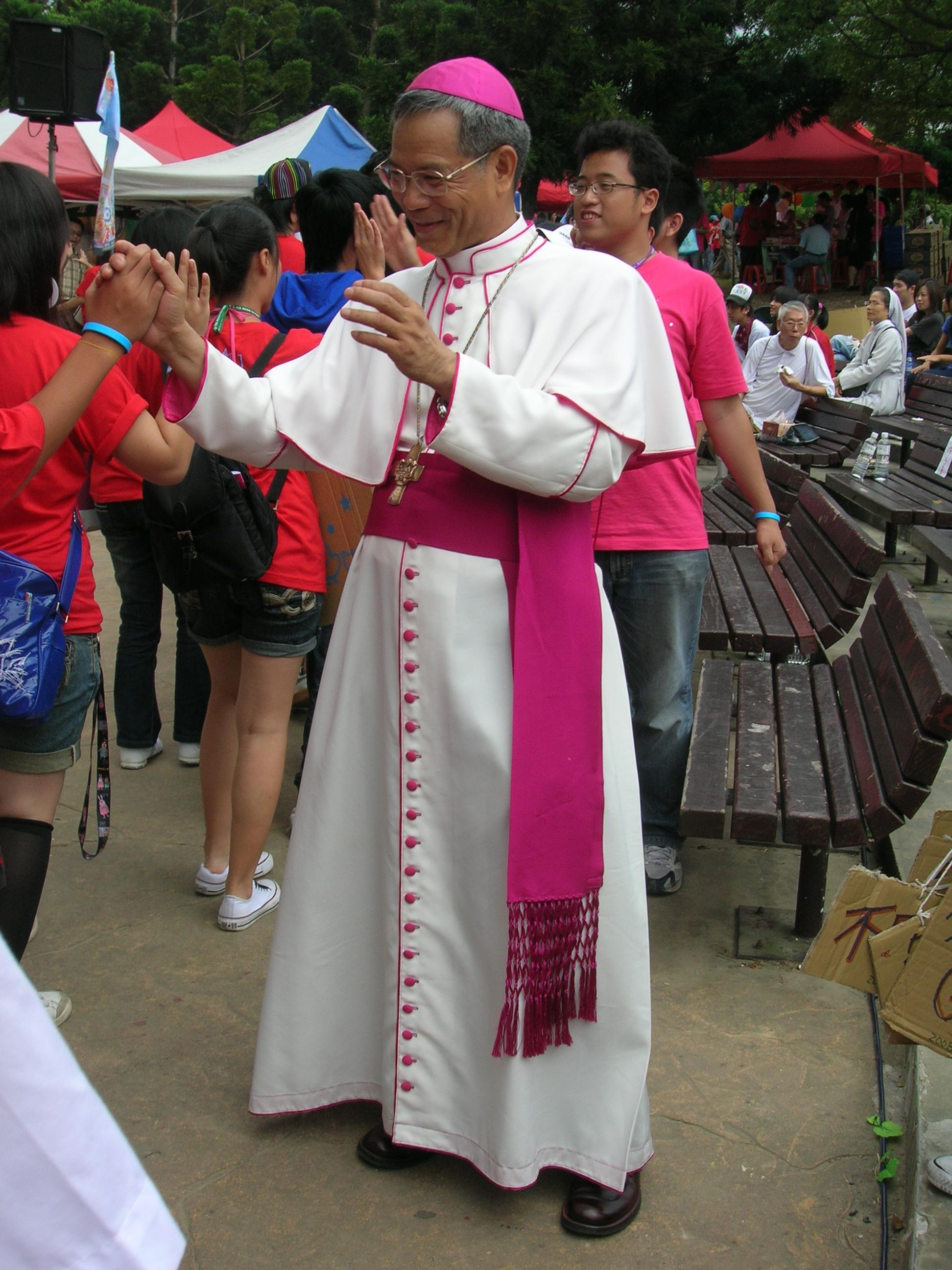
Un arzobispo metropolitano.

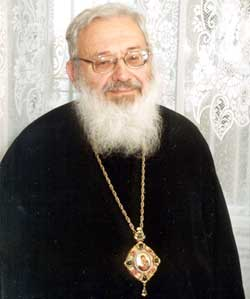
Arzobispo mayor Lubomyr Husar de la Iglesia greco-católica ucraniana (de rito oriental), de 2001 a 2011.

Los arzobispos son prelados que, en la mayoría de los casos, están al frente de las archidiócesis. Si su archidiócesis fuera la sede de una provincia eclesiástica (lo que puede no suceder), ellos, que se volverían arzobispos metropolitanos, normalmente tienen también poderes de supervisión y jurisdicción limitada sobre las diócesis (llamadas sufragáneas) que forman parte de la respectiva provincia eclesiástica.
El título de arzobispo metropolitano es también dado a algunos líderes de las Iglesias orientales sui iuris (siro-malabar, siro-malankar, ucraniana y rumana) que, debido a su reducido tamaño, no pudieron ser elevados a archidiócesis mayores o a patriarcados. Existen también cuatro Iglesias orientales sui iuris que, no consiguiendo satisfacer determinadas condiciones, solo tuvieron que contentarse con el grado de archidiócesis mayor. Para estas Iglesias, su gobierno es entregado a un arzobispo mayor, que también es elegido por su respectivo sínodo y después confirmado por el Papa. Estos cuatro arzobispos mayores son honoríficamente superiores que los demás arzobispos de la Iglesia Católica.
Además de los arzobispos metropolitanos, existen también muchos otros títulos, como por ejemplo el título de arzobispo titular, que es dado a arzobispos que no tienen jurisdicción ordinaria sobre su archidiócesis; y también el de arzobispo primado, que es dado a Arzobispos de las circunscripciones eclesiásticas más antiguas o representativas de algunos países o regiones.

#### Obispo

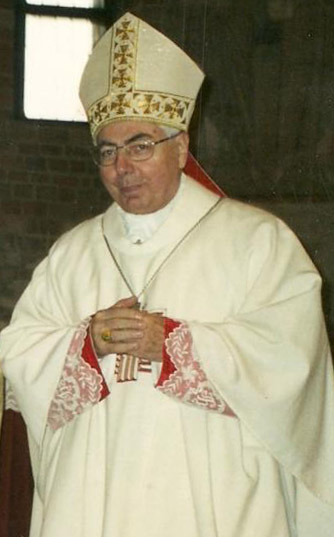
Un obispo diocesano.

Los obispos (diocesano, titular, coadjutor, auxiliar y emérito) son los sucesores directos de los doce apóstoles y, por eso, recibieron el todo del sacramento del orden. Esto les confiere, en la mayoría de los casos, jurisdicción completa sobre los fieles de su diócesis. Normalmente, solo los obispos diocesanos (y los eparcas, que es el título equivalente de Obispo en las Iglesias católicas orientales) es que gozan de este poder jurisdiccional.
Además de los obispos, existen también otros títulos y cargos que, por ley canónica, tienen algunas potestades similares sin pertenecer a la estructura jerárquica o sin haber recibido el orden episcopal.
- Abad territorial/abad/prior.
- Prelado territorial.
- Exarca.
- Vicario apostólico.
- Prefecto apostólico.
- Administrador apostólico.
- Ordinario militar.
- Ordinario personal.
- Prelado personal.
- Eclesiástico superior de una misión sui iuris.
- Administrador diocesano.

### Presbiterado

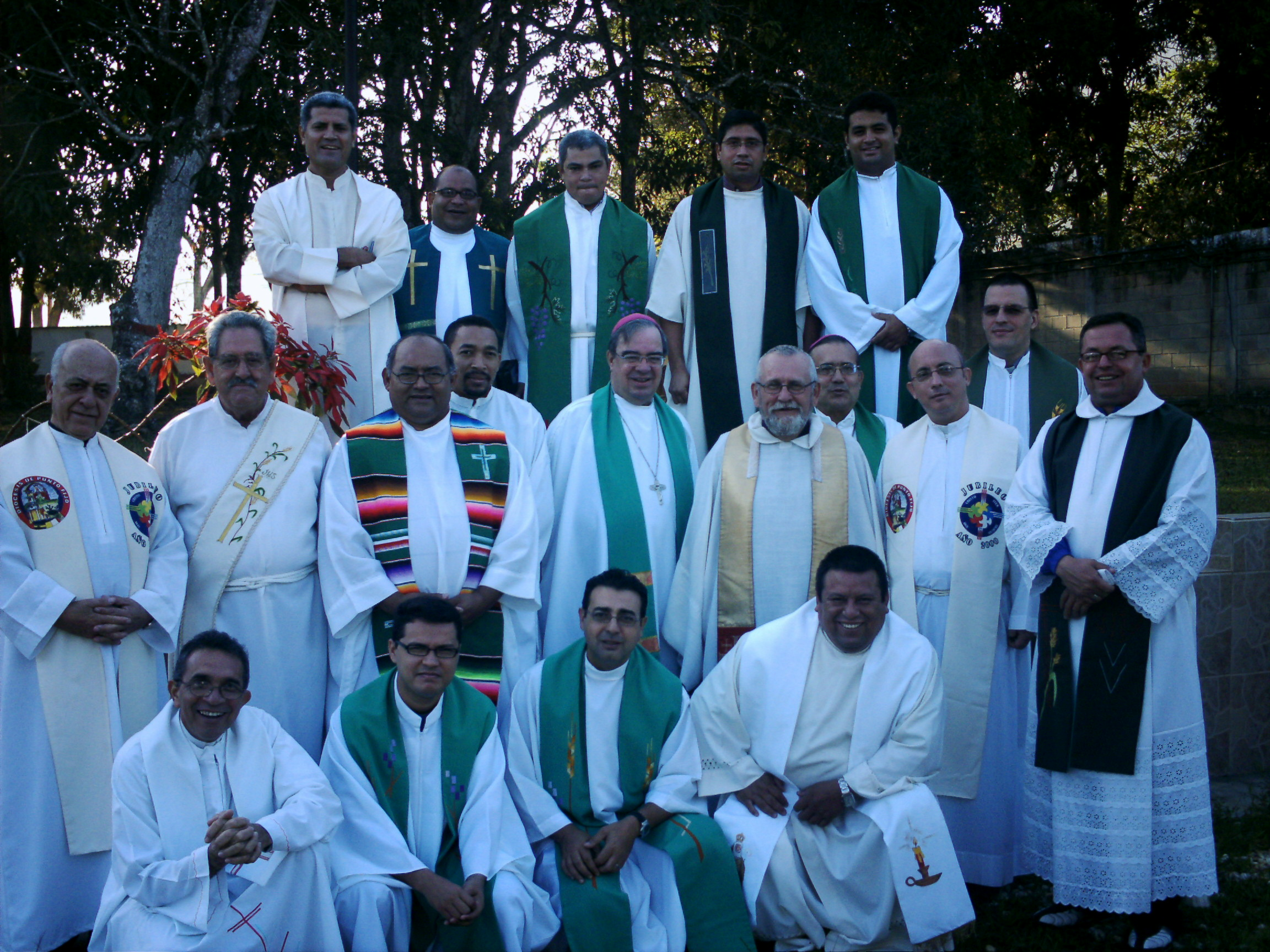
Un grupo de presbíteros (o padres) y diácono.

Los presbíteros y los sacerdotes son los colaboradores de los obispos y solo tienen un nivel de jurisdicción parcial sobre los fieles. Esto porque ellos no recibieron todavía la totalidad del sacramento del orden. Algunos de ellos lideran las parroquias de su diócesis y tienen varios títulos (unos honoríficos, otros no tanto), como por ejemplo:
- Vicario.
  - Vicario general, vicario judicial o vicario episcopal.
- Monseñor (título honorífico; no confiere facultades sacramentales adicionales).
  - Protonotario apostólico numerario.
  - Protonotario apostólico supranumerario.
  - Prelado de honor de Su Santidad.
  - Capellán de Su Santidad.
- Canónigo.
- Archimandrita (solo un título honorífico usado en las Iglesias orientales sui juris).

Existen dos tipos de padres: religiosos y diocesanos. Los padres religiosos profesan los votos religiosos de pobreza, castidad y obediencia. Pertenecen a una congregación religiosa, como por ejemplo los franciscanos, los salesianos o los scalabrinianos.
Los padres diocesanos quedan ligados a la diócesis por la cual fue ordenado. Es el colaborador del obispo diocesano. No profesan los votos. Trabajan casi siempre en su diócesis.

### Diaconado

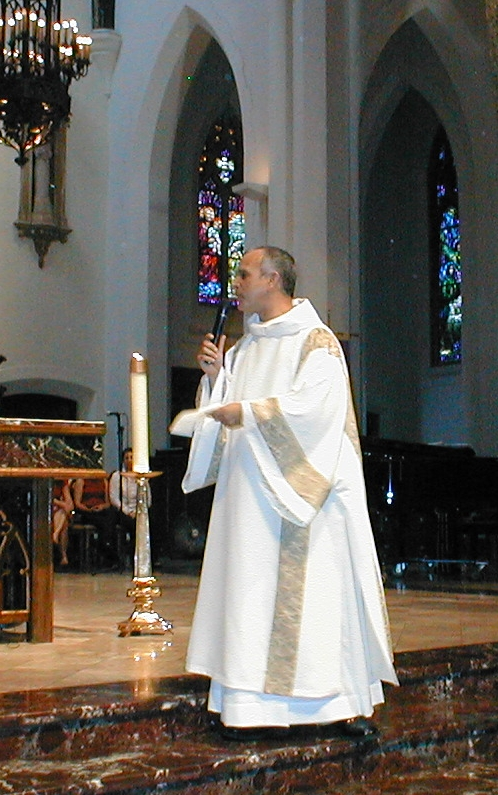
Un diácono.

Los diáconos son los auxiliares de los presbíteros y obispos y poseen el tercer grado del sacramento del orden. Existen dos tipos de diaconado: los permanentes, los cuales están al servicio de la caridad, de la proclamación de la palabra de Dios y de la liturgia; y los transitorios, quienes después de un tiempo conveniente, recibirán el orden del presbiterado. A pesar de eso, ellos no consagran la hostia (parte central de la misa) y no administran la confesión o reconciliación, como tampoco la unción de los enfermos.

## Laicos

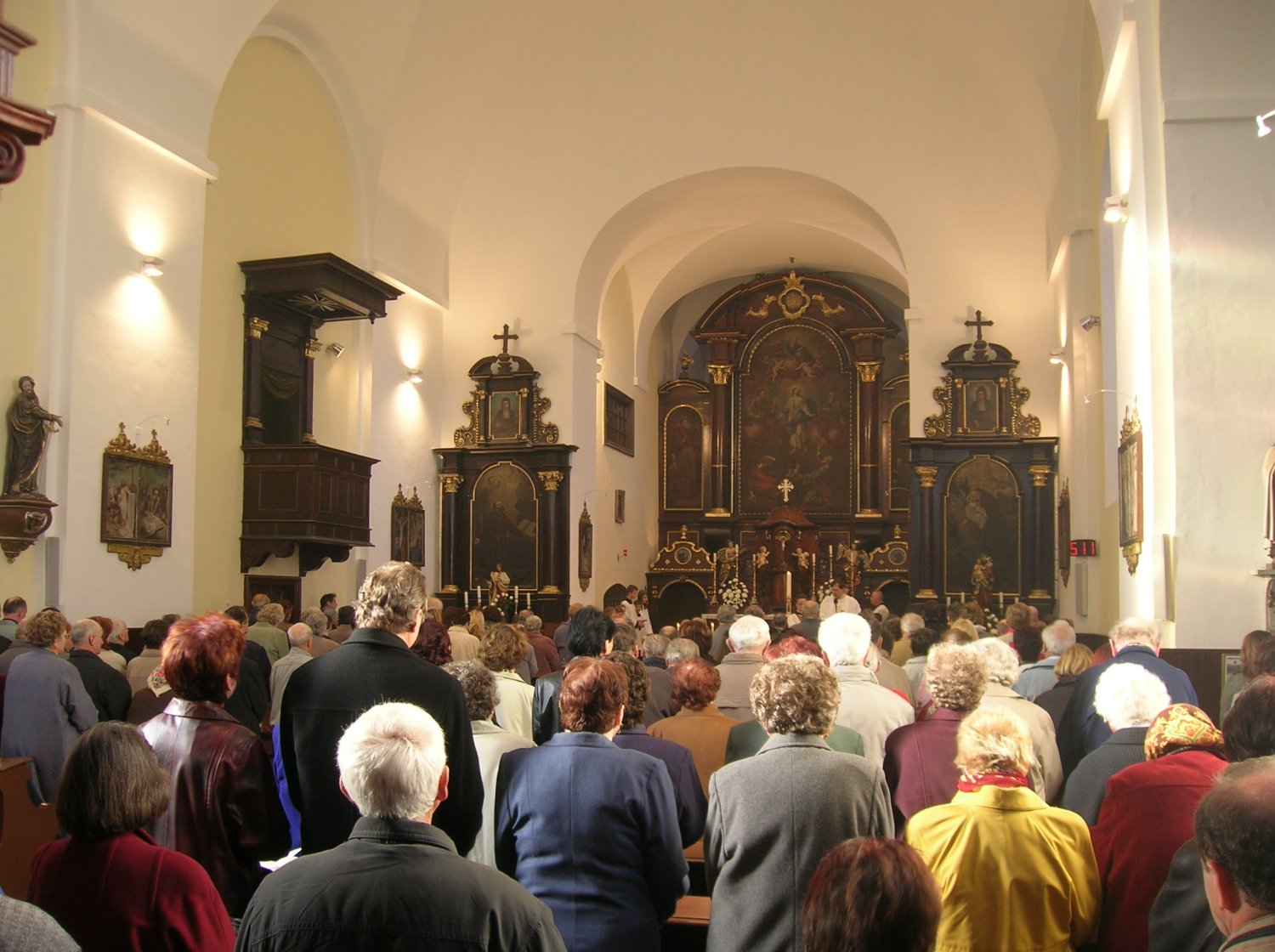
Gran grupo de laicos participando en una misa.

La mayoría de los miembros de la Iglesia católica son laicos, el origen de la palabra «laico» viene del griego λαϊκός, transliterado laikós, «popular» –de la raíz λαός laós, «pueblo» que tiene la misión de testimoniar y difundir el Evangelio, así como también como la «vocación propia de buscar el Reino de Dios, iluminando y ordenando las realidades temporales según Dios», correspondiendo «así al llamamiento a la santidad y al apostolado, dirigido a todos los bautizados». Pero aun así, también deben participar en las diversas formas de gobierno y administración de sus iglesias locales importantes e influentes en el seno de la vida eclesial porque, desde del Concilio Vaticano II (1962-1965), ellos gozan de igualdad en relación con el clero, en términos de dignidad, pero no de funciones. Desde entonces, los laicos se volvieron, por ejemplo, más activos y dinámicos en la administración de las iglesia diocesanas, en la catequesis, en el apostolado, en la evangelización, en la solidaridad social, entre otras áreas.
Antiguamente relegado a un papel secundación de fondos, en la organización y participación de expresiones Actualmente culto (siendo, como por ejemplo, acólitos, lectores o miembros de la cantoría) y de otras actividades parroquiales o de católicos practicantes, los laicos hoy se volvieron cada vez grupos: el de los católicos no practicantes, que tiende ser cada vez mayor en los países desarrollados y occidentales; y el de los católicos practicantes, en la reclasificación no está oficializada por la Iglesia católica.

## Consagrados

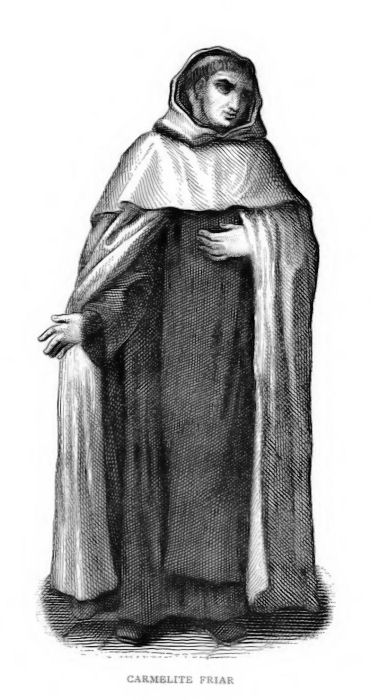
Un fraile carmelita.

Las personas consagradas, que pueden ser laicos o clérigos, normalmente se agrupan en institutos religiosos o en institutos seculares, existiendo sin embargo aquellos que viven aisladamente o hasta en comunidad abierta, junto a los otros laicos no consagrados. Ellos decidieron vivir una vida consagrada «de modo especial a Dios con la profesión de los consejos evangélicos: castidad en el celibato, pobreza y obediencia».Entre estas personas, algunas aceptan llevar una vida de clausura monástica o conventual.
Esta forma de vida es reconocida y supervisada por la Congregación para los Institutos de Vida Consagrada y las Sociedades de Vida Apostólica (los consagrados de rito oriental es también supervisado por la Congregación para las Iglesias Orientales), siendo clasificada por la Iglesia católica como «una respuesta libre a una llamada particular de Cristo, mediante la cual los consagrados se entregan totalmente a Dios y tienden a la perfección de la caridad sobre el movimiento del Espíritu Santo».
Entre los diferentes tipos de personas consagradas y títulos existentes se destacan:
- Abad y abadesa (en las abadías).
- Monje y monja (en los monasterios).
- Fraile y hermana (en los conventos).
- Ermitaños (en los eremitorios).